# Barragem de Odeáxere

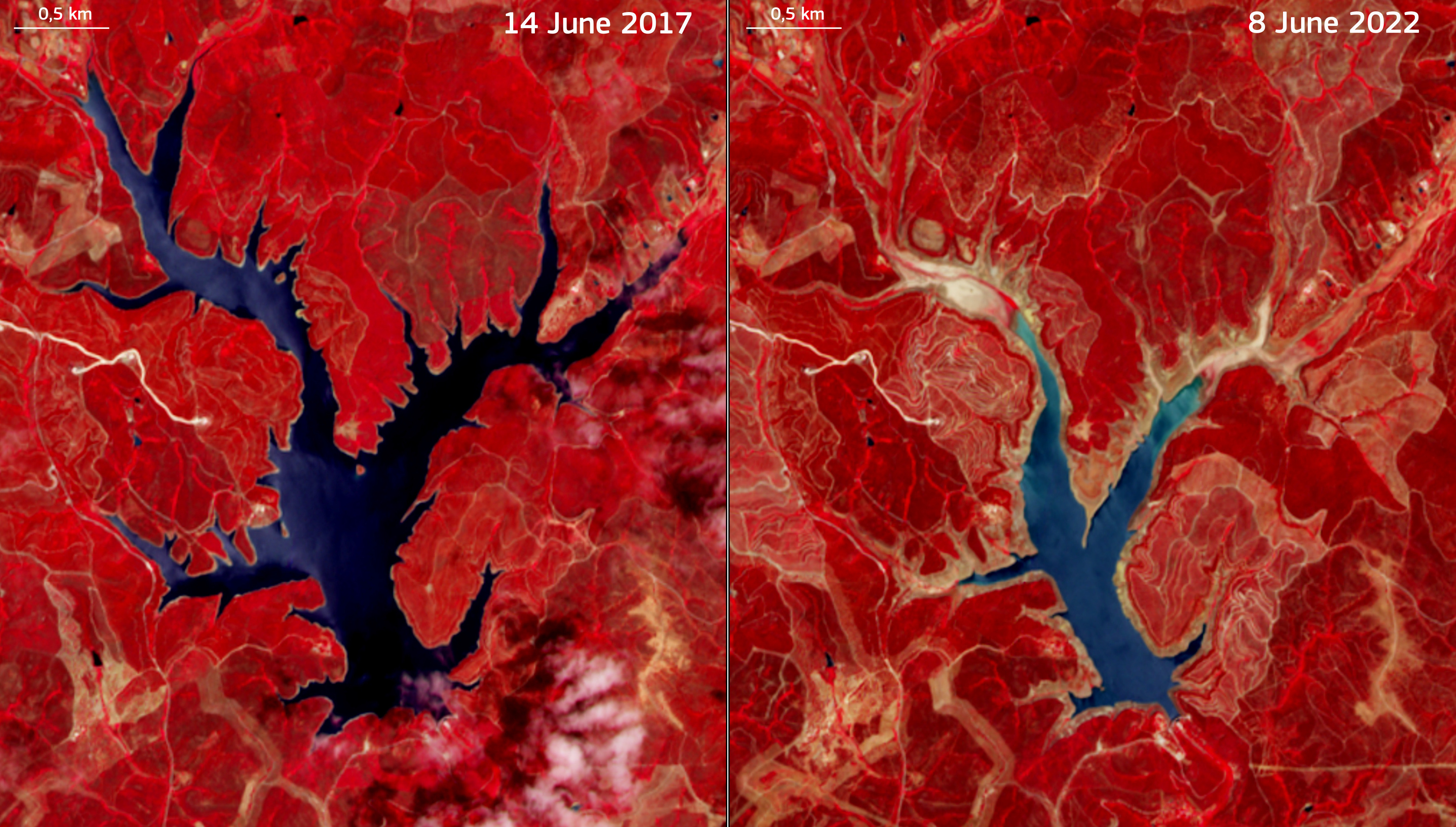
Perda de água na albufeira em cinco anos, mostrada numa imagem de satélite.

A barragem de Odeáxere ou barragem da Bravura localiza-se no concelho de Lagos, no distrito de Faro, em Portugal. Situa-se na ribeira de Odeáxere. A barragem foi projectada em 1955 e entrou em funcionamento em 1958.

## Barragem

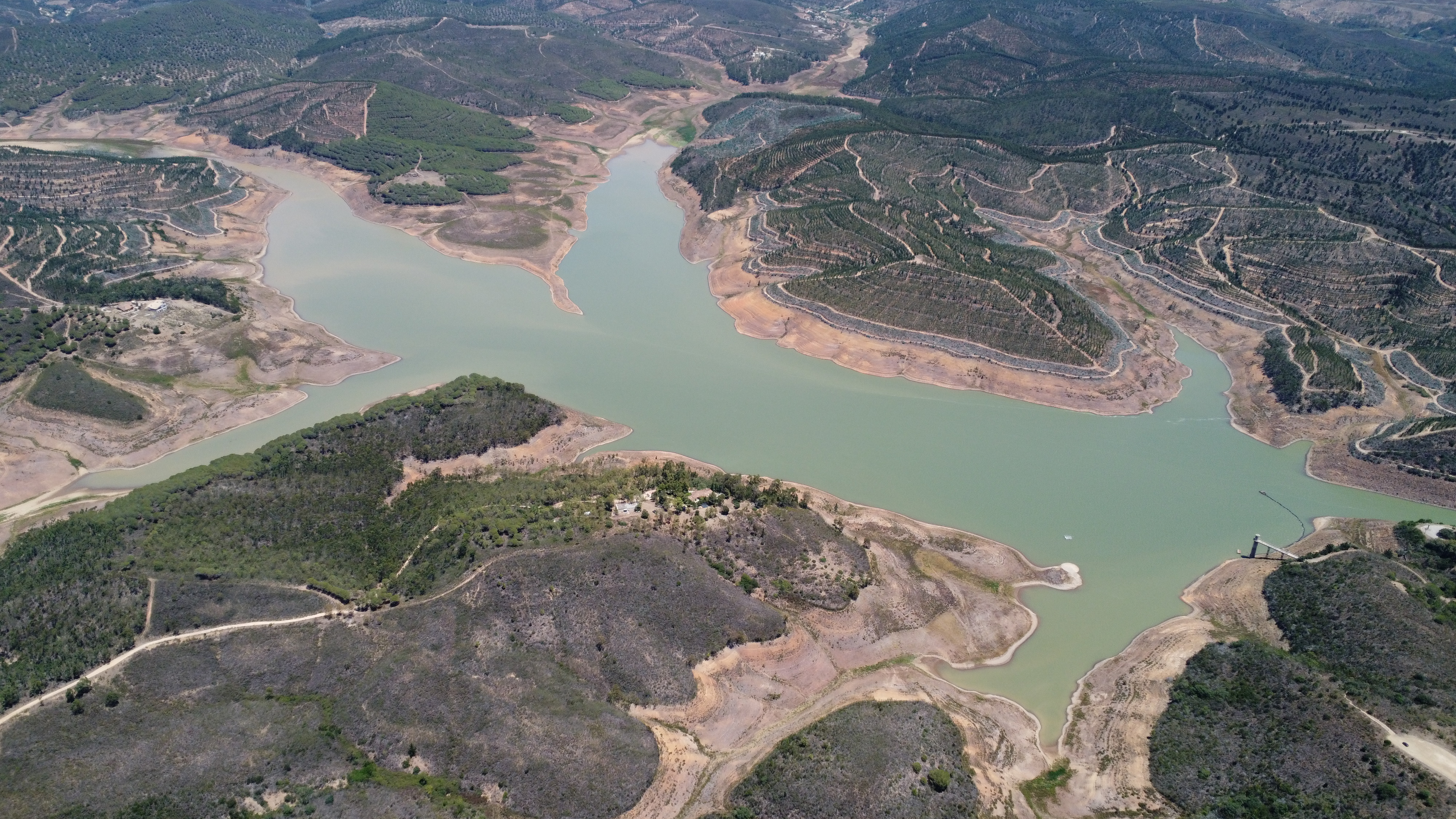
Vista aérea da Barragem da Bravura em Julho de 2023.

É uma barragem em arco de betão. Possui uma altura de 41 m acima da fundação (36 m acima do terreno natural) e um comprimento de coroamento de 150 m (largura 5 m). Possui uma capacidade de descarga máxima de 8 (descarga de fundo) + 21 (descarregador de cheias) m³/s.

## Albufeira
A albufeira da barragem apresenta uma superfície inundável ao NPA (Nível Pleno de Armazenamento) de 2,85 km² e tem uma capacidade total de 34,825 Mio. m³ (capacidade útil de 32,26 Mio. m³). As cotas de água na albufeira são: NPA de 84,1 metros, NMC (Nível Máximo de Cheia) de 85 metros e NME (Nível Mínimo de Exploração) de 64,5 metros.

## Central hidroeléctrica
A central hidroeléctrica é constituída por um grupo Francis. A energia produzida em média por ano é de 1 GWh. A potência nominal da turbina é de 0,61 MW, a potência aparente nominal do alternador é de 0,72 MVA. A queda útil é de 28,51 m. O caudal máximo turbinável é de 2,6 m³/s, o caudal mínimo 0,9 m³/s.

## Estação da Biodiversidade
A barragem possui uma Estação da Biodiversidade, que consiste num percurso desde a ribeira, onde se pode apreciar a fauna, como a borboleta-monarca, seguindo depois um caminho entre matos típicos da região mediterrânea, terminando depois junto daquele curso de água.

## História
A barragem foi planeada em 1955, e entrou em funcionamento em 1958. Porém, a sua inauguração oficial só se deu em 10 de Maio de 1959, numa cerimónia que contou com a presença do chefe de estado, Américo Tomás.
Embora inicialmente fosse só destinada ao abastecimento de campos agrícolas, posteriormente também começou a ser usada no consumo público, incluindo grandes estruturas do turismo, como campos de golfe e aldeamentos hoteleiros. Este grande aumento na procura de água, em conjunto com a situação de seca em que se encontrava o Algarve na década de 2020, levaram a uma redução dramática no volume da albufeira. Com efeito, em Fevereiro de 2022 o perímetro de rega apenas atingia cerca de 14% do seu volume, e nos finais de Fevereiro de 2025 era a segunda barragem em território nacional com a menor percentagem da sua capacidade preenchida, possuindo apenas cerca de 17% da sua capacidade total, ou seja, 5.819 dos 34.825 decâmetros cúbicos de limite máximo. Em 2023 e 2024, devido à reduzida quantidade de água armazenada na barragem, deixou de fornecer aos campos agrícolas, sendo apenas utilizada no abastecimento público, medida que foi criticada pelos agricultores. No dia 23 de Fevereiro, o vice-presidente da Agência Portuguesa do Ambiente, José Pimenta Machado, encontrou-se em Lagos com os autarcas e os representantes das associações turísticas e de regantes, onde declarou que nas barragens algarvias ainda existiam reservas suficientes para garantir o abastecimento público durante cerca de dois anos, mesmo que não chova. Garantiu igualmente que iria ser obrigatória a reutilização de águas residuais nos campos de golfe. No mesmo encontro, o presidente da Comunidade Intermunicipal do Algarve, António Pina, confirmou que a dessalinização e a ligação ao Pomarão iriam ser «uma realidade», embora provavelmente só em 2025.
Durante uma sessão da Assembleia Municipal de Lagos, em Fevereiro de 2024, foi aprovada uma moção apresentada pelo Partido Socialista para tomar medidas urgentes no sentido de minimizar os efeitos da seca na região, incluindo o transvase da Barragem de Santa Clara para a Barragem da Bravura. Em 27 de Fevereiro de 2025, o jornal Postal do Algarve noticiou que a Barragem da Bravura iria ser modernizada, no sentido de evitar as fugas de água, permitindo assim reforçar o abastecimento e reduzir consideravelmente o desperdício.